# Vassonville
Vassonville település Franciaországban, Seine-Maritime megyében. Lakosainak száma 417 fő (2022. január 1.). Vassonville Saint-Denis-sur-Scie, Saint-Maclou-de-Folleville és Tôtes községekkel határos.

## Népesség
A település népessége az elmúlt években az alábbi módon változott:
| Lakosok száma | 424  | 443  | 450  | 455  | 446  | 438  | 429  | 423  | 417  |
|               | 2013 | 2015 | 2016 | 2017 | 2018 | 2019 | 2020 | 2021 | 2022 |